# Zanclea protecta
Zanclea protecta is een hydroïdpoliep uit de familie Zancleidae. De wetenschappelijke naam van de soort werd in 1932 gepubliceerd door Hastings.